# Ancestors Legacy
Ancestors Legacy là một game chiến lược thời gian thực do studio Destructive Creations của Ba Lan phát triển và 1C Company phát hành. Game ra mắt cho Microsoft Windows vào ngày 22 tháng 5 năm 2018, Xbox One và PlayStation 4 vào ngày 13 tháng 8 năm 2019 và tới lượt Nintendo Switch vào ngày 11 tháng 6 năm 2020.

## Lối chơi
Người chơi có quyền lựa chọn chơi theo phần chơi kịch bản chiến dịch hoặc mục nhiều người chơi qua một trong bốn phe: Viking, Anglo-Saxon, Teuton, hoặc Slav (Saracen với DLC mang tên Saladin's Conquest). Trò chơi sở hữu chu kỳ ngày/đêm làm thay đổi hẳn cách chơi của các phe phái trong game.

### Chơi đơn
Game có tới một hoặc hai phần chơi chiến dịch dành cho mọi quốc gia. Chiến dịch Anglo-Saxon có sự góp mặt của những nhân vật lịch sử nước Anh như Edward Sám hối, William Nhà chinh phạt và Bá tước Huntingdon. Đối với phần chơi chiến dịch của người Viking, game lấy bối cảnh năm 793 và được chia thành hai phần. Phần đầu tiên lấy bối cảnh trong cuộc đột kích vào tu viện trên Đảo Thánh Lindisfarne là sự khởi đầu cơ bản của Thời đại Viking và đóng vai trò như màn chơi hướng dẫn. Sau khi hoàn thành phần hướng dẫn này, người chơi sẽ được tiếp cận những chiến dịch khác. Phần thứ hai lấy bối cảnh năm 892 và dành riêng cho Rurik, một thủ lĩnh người Varangia trong chiến dịch Ladoga. Hai phe Slav và Teuton đều có phần chơi chiến dịch của riêng mình. Xuyên suốt những màn chiến dịch này, AI là người chơi tốt hơn vì nó có thể thay thế tổn thất và điều động những đạo quân lớn tiến đến căn cứ của người chơi.

### Chơi mạng
Khía cạnh mục chơi mạng của game cung cấp các lựa chọn Domination (Thống trị) và Annihilation (Hủy diệt) mà số lượng người chơi có thể lên đến tối đa 10 đội. Các trận giao tranh trong phần chơi mạng có thể diễn ra trên 15 màn chơi được chuẩn bị cho 2, 4 hoặc 6 người chơi (1v1, 2v2 hoặc 3v3).

## Phát triển
Ancestors Legacy được công bố là đang trong giai đoạn phát triển vào ngày 10 tháng 5 năm 2017. Sau thông báo này, công ty đã tung ra đoạn trailer đầu tiên của trò chơi vào ngày 31 tháng 7, mô tả hơn 100 trận đánh qua các loại vũ khí có độ chính xác về mặt lịch sử. Game bước vào giai đoạn open beta vào ngày 5 tháng 2 năm 2018. Bản preview beta phần chơi đơn của tựa game này được phát hành tại Gamescom vào ngày 3 tháng 9 năm 2017.
Ban đầu cả hai phiên bản được cho là sẽ ra mắt vào cùng một ngày (22 tháng 5), nhưng sau đó vào ngày 22 tháng 8 năm 2018, tại Gamescom 2018, 1C Company đã thông báo rằng họ sẽ sớm ra mắt phiên bản Xbox One.

### Cập nhật
Tháng 9 năm 2018, Destructive Creations đã thêm vào một phần chơi chiến dịch Slav thứ hai, đưa người chơi hóa thân vào vai vua Bolesław I Dũng cảm xứ Ba Lan và người con trai kế vị ông là Mieszko II.
Tháng 12 năm 2018, Destructive Creations đã công bố phát hành phần chơi chiến dịch tải về miễn phí mang tên Ancestors Legacy: History of the Teutonic Order. Phần chơi chiến dịch này vốn có tới năm màn chơi chính trong phần cốt truyện đều được chia thành hai phần. Phần đầu tiên sẽ kể về câu chuyện của Herkus Monte và sự kiện ông dấy loạn chống lại Hiệp sĩ Teuton trong cuộc Đại khởi nghĩa Phổ. Phần thứ hai của chiến dịch này dành riêng cho viên Chỉ huy trưởng Hiệp sĩ Teuton Konrad von Thierberg và cuộc vây hãm cứ điểm của nghĩa quân là Lâu đài Lidzbark (Lautenburg). Tất cả nội dung mới đều lấy bối cảnh thế kỷ 13.
Tháng 5 năm 2019, Destructive Creations đã phát hành một DLC trả phí mang tên Ancestors Legacy: Saladin's Conquest. DLC thêm vào một quốc gia mới của phe Saracen và chủ yếu là một phần chơi chiến dịch hoàn toàn mới, nhưng lần này Ancestors Legacy rời khỏi mảnh đất châu Âu và kể một câu chuyện hoàn toàn khác với góc nhìn của Saladin, sultan đầu tiên trị vì xứ Ai Cập và Syria. DLC gồm thêm năm màn chơi mới, 3 màn mới trong phần chơi mạng và những thành tựu mới. 
Ngày 12 tháng 5 năm 2020, studio Destructive Creations của Ba Lan đã thông báo vào ngày 12 tháng 5 năm 2020, rằng trò chơi sẽ được phát hành cho hệ máy chơi game cầm tay Nintendo Switch vào ngày 11 tháng 6 năm 2020.

## Đón nhận
IGN đã nói rằng mặc dù có một số điểm không chính xác về lịch sử và một số vấn đề về mặt chiến thuật, tựa game vẫn đi theo hướng truyền thống dưới dạng RTS. Lennart Bachmann của Big Boss Battle đã chỉ trích sự đa dạng về địa hình và quân đội cũng như cách xây dựng căn cứ thường ngày, nhưng lại khuyến nghị game nên mở rộng về mặt tổng thể.